# Society of the Plastics Industry
Fondata nel 1937, la Society of the Plastics Industry, Inc. (SPI), rinominata Plastics Industry Association (Plastics) nel 2016, è l'associazione industriale che rappresenta una delle più grandi industrie manifatturiere degli Stati Uniti d'America. Le società soci di Plastics rappresentano l'intera catena produttiva dei differenti materiali plastici, dai fornitori delle materie prime, ai trasformatori, produttori di macchine ed impianti / attrezzature ausiliari, ai grandi marchi ed infine anche al segmento della sostenibilità e recupero (recycling).
L'industria plastica statunitense impiega circa 1 milione lavoratori, tra ingegneri, tecnici ed operai specializzati e realizza un volume di oltre $ 427 miliardi in forniture annuali (2014).
Ogni tre anni Plastics organizza la fiera mondiale   NPE, uno dei più importanti "Saloni della Plastica e della Gomma" a livello mondiale dell'industria della plastica. Plastics inoltre pubblica importanti report statistici tra cui:
- The Size and Impact of the Plastics Industry on the U.S Economy
- Global Business Trends, Partners, Hot Products
- Committee on Equipment Statistics Annual and Quarterly Reports

Plastics pubblica anche statistiche dettagliate per ciascuno stato degli Stati Uniti.